# Attinio
L'attinio è l'elemento chimico di numero atomico 89 e il suo simbolo è Ac. È stato il primo elemento radioattivo non primordiale ad essere isolato nel 1899. Nonostante il polonio, il radio e il radon siano stati osservati prima dell'attinio, essi non sono stati isolati fino al 1902. L'attinio ha dato il nome alla serie degli attinoidi, un gruppo di 15 elementi simili della tavola periodica tra l'attinio e il laurenzio. A volte è anche considerato il primo dei metalli di transizione del settimo periodo.
Metallo radioattivo morbido, di colore bianco-argento, l'attinio reagisce rapidamente con l'ossigeno e l'umidità nell'aria, formando un rivestimento bianco di ossido che impedisce un'ulteriore ossidazione. Come la maggior parte dei lantanidi e molti degli attinoidi, l'attinio assume uno stato di ossidazione +3 in quasi tutti i suoi composti chimici. Esso si trova solo in tracce nell'uranio e nel torio, come l'isotopo 227Ac, che decade con un tempo di dimezzamento di 21.772 anni, prevalentemente emettendo particelle beta e talvolta particelle alfa, e l'isotopo 228Ac che ha un'emivita di 6,15 ore. Una tonnellata di uranio naturale contiene circa 0,2 milligrammi di attinio-227 e una tonnellata di torio naturale contiene circa 5 nanogrammi di attinio-228. La stretta somiglianza delle proprietà fisiche e chimiche dell'attinio e del lantanio, rende la separazione dal minerale impraticabile. Tuttavia, l'elemento può essere ottenuto, in quantità dell'ordine di milligrammi, dall'irraggiamento neutronico dell'isotopo radio-226 in un reattore nucleare. A causa della sua scarsità, del prezzo elevato e della radioattività, l'attinio non trova un significativo utilizzo industriale. Le sue applicazioni attuali lo vedono impegnato come sorgente di neutroni e un agente per la radioterapia.

## Caratteristiche
L'attinio è un metallo radioattivo di aspetto argenteo. Per via della sua intensa radioattività, al buio emette una spettrale luce azzurra.
Si trova in tracce nei minerali dell'uranio sotto forma di 227Ac, un isotopo che emette particelle alfa e beta con un'emivita di 21.773 anni. Una tonnellata di minerale d'uranio contiene mediamente un decimo di grammo di attinio.
Dal punto di vista chimico, possiede una reattività simile a quella del lantanio.

## Applicazioni
La sua radioattività, 150 volte più intensa di quella del radio lo rende una potente fonte di neutroni. A parte questa, non ha altre applicazioni industriali significative.
225Ac trova uso nella medicina nucleare.

## Storia
L'attinio prende il nome dal termine greco (ακτίς, ακτίνος) aktís, aktínos, che significa "raggio, raggio luminoso".
L'attinio fu scoperto nel 1899 da André-Louis Debierne, il chimico francese che lo separò dalla pechblenda. Friedrich Otto Giesel lo scoprì a sua volta nel 1902.

## Disponibilità
L'attinio è presente in tracce nei minerali dell'uranio, ma viene generalmente prodotto in quantità dell'ordine dei milligrammi nei reattori nucleari, per irraggiamento con neutroni del 226Ra.
L'attinio metallico è stato preparato per riduzione del suo fluoruro con vapori di litio alla temperatura di 1100-1300 °C.

## Isotopi
L'attinio in natura è composto dall'unico isotopo radioattivo 227Ac.
Sono noti in totale 36 isotopi aventi masse atomiche comprese tra 206 e 236 u, il più stabile dei quali è 227Ac, con un'emivita di 21.772 anni; seguono 225Ac (10 giorni) e 226Ac (29,37 ore). Tutti gli altri hanno emivite inferiori a 10 ore e la maggior parte di essi inferiore a un minuto. Il meno stabile di tutti è 217Ac, che decade attraverso un decadimento alfa o una cattura elettronica con un'emivita di 69 nanosecondi. Dell'attinio sono noti anche due metastati.

## Precauzioni
227Ac è estremamente radioattivo e, in termini di danni alla salute, è da considerarsi pericoloso quasi quanto il plutonio.
L'ingestione anche di minime quantità può causare danni molto gravi.